# 白颊长臂猿
白颊长臂猿（学名：Nomascus leucogenys），是黑冠长臂猿属的一种长臂猿，生活在中国云南、越南和老挝等地的热带森林中。其主要特征为两颊长有明显的两块白色块斑，雄性体色为黑色，雌性则为黄褐色或金黄色。
白颊长臂猿数量极为稀少，被列为中国国家一级保护动物。一些研究報告對於白頰長臂猿是否仍分布在中國境內感到存疑，最後一次有關於白頰長臂猿在中國境內的研究發表已經將近18年之久。